# Брендон Каррі
Брендон Каррі (англ. Brandon Curry; нар. 19 жовтня 1982) — професійний американський бодібілдер, багаторазовий учасник конкурсу Містер Олімпія, переможець Арнольд Класік Бразилія, переможець Містер Олімпія 2019. Має картку професіонала Міжнародної організації бодібілдерів.

## Біографія
Брендон народився 19 вересня 1982 року в місті Нешвілл, штат Теннессі. У нього є дві молодші сестри. З дитинства Брендон захоплювався різними видами спорту — реслінгом, спринтерським бігом і американським футболом. В 6 років хлопчик отримав в подарунок на день народження набір гантелей від «Халка Хогана» і почав потроху займатися силовими тренуваннями. Свою справу зробили і фільми про Термінатора, Рембо і Роккі Марчіано, юний Брендон не на жарт захопився бодібілдингом. Футбольна команда, в якій він грав в студентські роки, двічі у 2001 році перемагала в чемпіонатах штату. Однак Каррі все ж залишив свою команду і повністю присвятив себе заняттям бодібілдінгом.

### Кар'єра аматора
Уже в 2003 році він виступив на перших своїх аматорських змаганнях «Supernatural Bodybuilding & Fitness Show» в категорії легка вага і відразу ж здобув перемогу. Рік по тому Брендон переміг в турнірі «MuscleMania Superbody» серед юніорів. У 2005 році Брендон Каррі здобув ще одну перемогу — в турнірі «Collegiate Nationals» (NPC). У 2006 році Каррі став другим на «Junior Nationals». На той час його вага становила 86 кг. На «Чемпіонаті США» (NPC) 2007 року він виступав вже важчим на 13 кг і посів 2-е місце у важкій ваговій категорії. 2008 рік приніс Брендону перемогу в цьому турнірі у важкій категорії і в загальному заліку, а також професійну карту. Після цього турніру атлет взяв тайм-аут і протягом двох років не виступав, готуючи себе до участі в професійних шоу. На той момент Каррі вже встиг одружитися. Він і його дружина, «Міс Бікіні» Америки, виховують двох дітей.

### Кар'єра професіонала
У 2010 році відбувся дебют Брендона на професійній сцені чемпіонату «Тампа Бей Про» (IFBB), де він зайняв 6-е місце. Багато хто відмітив непоганий початок професійної кар'єри. Того ж року на турнірі «Європа Супершоу» Каррі посів восьме місце. У 2010 році Брендон приїжджав до Росії для участі в турнірі «Гран Прі Амура», який проходив в Благовєщенську. Через теракт в московському метро він хотів відмовитися від поїздки, але все ж прибув на турнір. Боротися за титул йому довелося з Олегом Ємельяновим. Результатом такої битви стала політично коректна нічия.
У 2011 році Брендон Каррі зайняв 3-е місце на чемпіонаті «Торонто / Монреаль Про», це дозволило йому кваліфікуватися як учаснику на головне шоу бодібілдингу — «Містер Олімпія». В цьому турнірі в 2011 році Брендон зайняв 8-е місце. І знову критики похвалили молодика, адже не кожному вдається потрапити в десятку з першого разу. На «Олімпії» 2012 Брендону Каррі не вдалося виступити через травму спини. На «Олімпії» 2013 він опинився лише на 16-й позиції. У 2019 році Брендон Каррі здобув перемогу на турнірі Містер Олімпія.

## Тренування
Брендон Каррі, як і Джеймс (Флекс) Льюїс, тренується у авторитетного фахівця з тренінгів і харчування Нейла Хілла, відомого під псевдонімом «Yoda». Брендон дуже любить «велику трійку» вправ і принцип прогресивного наднавантаження. Брендон Каррі тренується 4 рази на тиждень, прокачуючи кожну м'язову групу. Це значно відрізняється від сталої процедури прокачування кожної групи м'язів раз в неділю. Свій графік Брендон планує дуже оригінально. 4 тренувальних днів на тиждень — понеділок, вівторок, четвер і п'ятниця. Опрацьовує всі групи м'язів двічі на тиждень, але в абсолютно різних режимах. Тренування в одному режимі не заважають відновленню м'язових структур, які він навантажував в іншому режимі. В перший і третій день він опрацьовує груди, спину і плечі. Однак в перший день навантаження має чисто силовий характер (навантажуються 2-в високопорогові гліколітичні волокна). Третій день тренувань має традиційніший для бодібілдингу характер (середньою вагою по 8-12 повторень опрацьовуються 2-і гліколітичні волокна). Другого і четвертого дня Брендон опрацьовує ноги і руки. У другий день працює на силу, в четвертий день — на «масу».
Навантаження в дні тренувань «на силу» різняться. У перший тиждень це 5-7 підходів по 4 повторення, в другий тиждень це «піраміда», повторень 5/4/3/5/4/3. На третьому тижні теж «піраміда», але повторень 3/2/1/3/2/1.
У тренуваннях другого їм типу, використовується принцип «відпочинок-пауза». У ці дні Брендон виконує 3 серії: 10/5/5 (10 повторень-пауза, 5 повторень-пауза, ще 5 повторень), друга серія 8/4/4 і третя 6/3/3.
Після 3-х тижнів тренінгу він бере один тиждень відпочинку на відновлення.

## Виступи
- Арнольд Класік — 7 місце (2012), 8 місце (2014)
- Арнольд Класік Європа — 8 місце (2013)
- Містер Олімпія — 8 місце (2011), 16 місце (2013)
- Арнольд Класік Бразилія — 1 місце (2013)
- Європа Супершоу — 7 місце (2012), 8 місце (2010)
- Про Бодібілдинг Уїклі Тампа — 6 місце (2012), 8 місце (2011)
- Містер Європа Про — 8 місце (2012)
- Торонто / Монреаль Про — 3 місце (2011)
- Нью-Йорк Про — 10 місце (2011)
- Тампа Бей Про — 6 місце (2010)
- Чемпіонат США 2008 — перемога